# بریستول سیدلی اورفوس
بریستول سیدلی اورفوس (به انگلیسی: Bristol Siddeley Orpheus) یک موتور هواگرد ساختِ کارخانهٔ بریستول سیدلی در کشور بریتانیا است.